# Eugène Forcade
Eugène Forcade (* 1820 in Marseille; † 7. November 1869 in Billancourt) war ein französischer Publizist und Schriftsteller.

## Leben
Eugène Forcade besuchte in seiner Vaterstadt das Lycée Thiers und übernahm 1837 im Alter von nur 17 Jahren die damals führende Marseiller Zeitung Le Sémaphore, die er bis 1840 redigierte, während er zugleich in einem dortigen Bankhaus angestellt war und sich dabei bedeutende Kenntnisse in Finanzfragen erwarb. Auf Guizots Veranlassung wandte er sich 1840 nach Paris und wurde dort ab 1843 publizistisch tätig. Er trat mit Artikeln nationalökonomischen Inhalts hervor, erst in der Revue Indépendante, dann in der Revue des Deux Mondes, für die er bis 1868 die politische Rundschau schrieb. Doch behandelte er auch andere Gegenstände, wie Les essayistes anglaises, Les romanciers anglais, Études historiques sur l’Angleterre, Portraits politiques anglais, Histoire de la révolution de Février 1848, Histoire de causes de la guerre d’Orient (1854) u. a. In allen diesen Arbeiten zeigte Forcade ein großes Talent für das Fach des Essays. Er war theaterinteressiert und heiratete die in Boulevardtheatern auftretende Schauspielerin Camille d’Harville.
Neben seiner Tätigkeit für die Revue Indépendante und Revue des Deux Mondes  redigierte Forcade die von ihm 1845 gegründete Revue nouvelle, die aber 1847 einging. 1850 wurde er einige Zeit Chefredakteur der Patrie; 1851 gab er den liberalen Messager de l’Assemblée heraus, der die Politik Louis Napoleons energisch bekämpfte und nach dessen Staatsstreich vom 2. Dezember 1851 unterdrückt wurde. Die Art und Weise, wie Forcade den Staatsstreich in dieser Zeitung vorhergesagt hatte, zog ihm eine Gefängnisstrafe von drei Monaten zu. 1854 übernahm er die Redaktion der Semaine financière, wo er bis Anfang 1868 die Bankfragen sehr geschickt besprach. Sein Hauptarbeit war jedoch die politische Rundschau der Revue des Deux Mondes. Glänzend geschrieben und voll geistreicher Bemerkungen war diese Rundschau vor allem in den ersten Jahren des Zweiten Kaiserreichs eine bedeutende sich für die Freiheit einsetzende Stimme. Die Zeitschrift erhielt infolge einer seiner Artikel 1861 eine Verwarnung.
1868 verfiel Forcade in eine Geisteskrankheit und wurde in eine psychiatrische Klinik nach Trouville gebracht, die er 1869 als genesen wieder verließ. Er nahm darauf seinen Wohnsitz in Billancourt bei Paris und starb bereits am 7. November 1869 im Alter von 49 Jahren. Die Semaine financière wurde versteigert und brachte den Erben 80.000 Francs ein.